# Dvory nad Žitavou
Dvory nad Žitavou (maďarsky Udvard) jsou obec na Slovensku, v okrese Nové Zámky. V roce 2018 měly 5 058 obyvatel. Obec se rozkládá v severovýchodním cípu Podunajské nížiny na levém břehu řeky Zitavy, 7 km východně od Nových Zámků. Obec s celkovou plochou 6385 ha je obklopena intenzivně využívanou zemědělskou krajinou.
První písemná zmínka o obci pochází z roku 1075, kdy je v písemném záznamu uveden latinský název obce Villa Hudvoriensium super aquam Sitou, který v překladu znamená Osada Dvorníků nad řekou Žitavou. V roce 1429 získala obec statut města. V 16. století byly Dvory nad Žitavou často ničeny během tureckých vpádů.
Po skončení první světové války připadlo město Československu na základě pařížské mírové smlouvy. Po První vídeňské arbitráži bylo nicméně v listopadu 1938 připojeno k Maďarsku, poté se stalo opět součástí ČSR a od roku 1993 je součástí nezávislého Slovenska.

## Památky
Mezi místní památky patří např. barokní katolický kostel sv. Vojtěcha z roku 1776, barokní kalvárie a sousoší Nejsvětější trojice z 18. století, dále potom evangelický kostel z roku 1880 a kaple sv. Martina z roku 1860.